# アジアの死語の一覧
アジアの死語の一覧（アジアのしごのいちらん）では、アジアの言語のうち死語となったものを一覧にする。ここでの「死語」とは、すでに絶滅しており母語話者がいない言語を指す。

## シベリア
- アッサン語
- アリン語
- カマス語
- コット語
- シレニック語
- パンポコル語（英語版）
- マトル語
- ユグ語
- ユラツ語

## 中央アジア
- アヴェスター語
- 匈奴語
- スキタイ語
- ソグド語
- バクトリア語
- ハザール語
- パルティア語
- フェルガナ・キプチャク語（英語版）
- フン語
- ホラズム語

## 東南アジア

### インドネシア
- フクミナ語（英語版）
- タンボラ語

### フィリピン
- w:en:Atta language
- w:en:Dicamay Agta language

### マレーシア
- ウィラ語（英語版）
- ケナボイ語（英語版）
- セル語（英語版）
- レラック語（英語版）

## 西アジア

### アナトリア
- アナトリア語派
  - カリア語
  - パラー語
  - ヒッタイト語
  - ミュシア語
  - リュキア語
  - リュディア語
  - ルウィ語
- ウラルトゥ語
- ガラティア語
- トロイ語（英語版）
- ハッティ語
- フリュギア語

### アラビア
- カタバン語
- サバ語
- ハドラマウト語
- ヒムヤル語（英語版）
- ミナ語

### イラン
- エラム語
- 古アゼリ語（英語版）
- パルティア語

### カフカス
- ウビフ語
- カフカス・アルバニア語（英語版）

### メソポタミア
- アッカド語
- アムル語
- カッシート語（英語版）
- グティ語（英語版）
- シュメール語
- フルリ語
- ユーフラテス祖語（英語版）

### レバント地方
- アモン語（英語版）
- エドム語（英語版）
- ウガリット語
- エブラ語
- フェニキア語
- ミノア語

## 東アジア

### 中華人民共和国
- 契丹語
- 羯語（英語版）
- コータン語
- 西夏語
- 鮮卑語
- 氐語（英語版）
- トカラ語
- 巴蜀語
- 夫余語
- 濊貊語
- w:en:Zhang-Zhung language

### 朝鮮
- 伽耶語
- 百済語
- 高句麗語
- 濊貊語

### 台湾
- ケタガラン語
- クーロン語
- シラヤ語
- タオカス語
- バサイ語
- パゼッヘ語
- バブサ語
- ファボラン語
- ホアンヤ語

## 南アジア

### インド
- アーホーム語
- アルウィ語
- コーチ・クレオール語（英語版）
- 大アンダマン語族

### スリランカ
- スリランカ・クレオール語（英語版）